# Emil und die Detektive (1964)
Emil und die Detektive ist ein US-amerikanischer Spielfilm des Regisseurs Peter Tewksbury aus dem Jahr 1964. Das Drehbuch verfasste A. J. Carothers und es beruht auf dem gleichnamigen Roman von Erich Kästner. In Deutschland lief die Literaturadaption am 20. August 1965 an.

## Handlung
Auf einer Busreise nach Berlin werden dem Jungen Emil 400 Mark aus der Jackentasche gestohlen, die er seiner Großmutter mitbringen sollte. Emils Verdacht fällt sofort auf seinen Sitznachbarn, Herrn Grundeis, der in Ganovenkreisen unter dem Namen „Maulwurf“ bekannt ist. Emil steigt aus dem Bus aus und beginnt, allein in der großen Stadt, die Verfolgung. Dabei lernt er „Gustav mit der Hupe“ kennen, einen Halbwüchsigen, der eine Bande von Kindern befehligt, die leidenschaftlich gern Detektiv spielen. Die Jungen übernehmen nach einem sorgsam durchdachten Schlachtplan den Fall. Sie sammeln die ersten Indizien, beobachten eine Reihe von Hotels und treffen schließlich auf Grundeis, der sich mit zwei Gangstern, genannt Müller und der Baron, verabredet hat, um von einer Ruine aus in eine Bank einzubrechen. Gustav lässt die Ruine bewachen. Durch eine Unvorsichtigkeit gerät Emil in die Hände der Gangster. Diese zwingen ihn, in die Bank einzusteigen und das Geld herauszureichen. Müller und der Baron versperren Emil und dem Maulwurf den Rückweg. Die von den Kindern in der Zwischenzeit alarmierte Polizei befreit die beiden und stellt auch die übrigen Ganoven.

## Produktion
Die Außenaufnahmen wurden 1963 in der hessischen Stadt Alsfeld sowie in West-Berlin gedreht, unter anderem im Hansaviertel, an der Gedächtniskirche, in der Hardenbergstraße und auf dem Hardenbergplatz, am U-Bahnhof Görlitzer Bahnhof, vor der Ruine des Museums für Völkerkunde in der Stresemannstraße (mit Atelieraufnahmen gemischt), auf dem Savignyplatz und in der Altstadt Spandau. Die Innenaufnahmen entstanden in den Studios der Berliner Union-Film. Das Ehepaar Werner und Isabella Schlichting schuf die Filmbauten, zusätzliche Bauten stammten von Heinrich Weidemann.
Die deutsche Synchronfassung entstand 1965 in Berlin. Abgesehen von Wolfgang Völz sprachen sich alle deutschen Darsteller selbst.
| Figur               | Darsteller       | Deutscher Sprecher |
| ------------------- | ---------------- | ------------------ |
| (Erzähler)          | Sebastian Cabot  | Georg Thomalla     |
| Emil Tischbein      | Bryan Russell    | Rolf Bogus         |
| Gustav              | Roger Mobley     | Helo Gutschwager   |
| Pony                | Cindy Cassell    | Hansi Jochmann     |
| Wachtmeister Stucke | Wolfgang Völz    | Hans Walter Clasen |
| Professor           | Brian Richardson | Rolf Hinze         |
| Dienstag            | David Petrychka  | Uwe Reichmeister   |
| Hans                | Rick Johnson     | Uwe Reichmeister   |
| Rudolf              | Ron Johnson      | Uwe Reichmeister   |
| Frieda              | Ann Noland       | Marianne Lutz      |

## Kritiken
„Auf die erweiterten kriminalistischen Aspekte der Handlung reduzierte sechste Verfilmung des bekannten Romans von Erich Kästner. Anspruchslose, konventionelle Gestaltung, in Typenwahl und Geschmack stark amerikanisiert und mit zwiespältigem Gesamteindruck. Auch wenn Kinder und Erwachsene an diesem Film Gefallen finden sollten, kann er weder als empfehlenswerter Familien- geschweige denn als guter Kinderfilm bezeichnet werden.“

„Amerikanisch vergröberte, wenn auch streckenweise parodistisch-muntere Kopie des klassischen Kinderromans von Erich Kästner. Die auf drei komische Rififi-Gangster und zwei Dynamitexplosionen gestützte Sensationsspannung verfehlt am Westberliner Schauplatz vor allem die originelle kindergemäße Mentalität seiner Vorlage: Die Kinder des Films wirken wie Erwachsene.“